# Rimadarmistus deprecator
Rimadarmistus deprecator är en insektsart som beskrevs av Bliven 1956. Rimadarmistus deprecator ingår i släktet Rimadarmistus och familjen krumhornskinnbaggar. Inga underarter finns listade i Catalogue of Life.